# NK Krško
Nogometni Klub Krško – słoweński klub piłkarski, grający obecnie w drugiej lidze słoweńskiej, mający siedzibę w mieście Krško.

## Historia
Klub został założony 11 maja 1922 roku. W sezonie 2001/2002 klub wywalczył mistrzostwo trzeciej ligi i wywalczył awans do drugiej ligi. Grał w niej nieprzerwanie do sezonu 2014/2015. W nim też NK Krško zajął 1. miejsce i wywalczył swój pierwszy historyczny awans do pierwszej ligi.

## Sukcesy
- 2. SNL

mistrzostwo (1): 2014/2015
- 3. SNL

mistrzostwo (1): 2001/2002